# 国家大会議
国家大会議（こっかだいかいぎ、モンゴル語: Улсын Их Хурал、ᠤᠯᠤᠰ ᠤᠨ 

ᠶᠡᠬᠡ 

ᠬᠤᠷᠠᠯ）は、モンゴル国の立法府である。国民大会議とも訳される。

## 概説

### 社会主義時代
モンゴル人民共和国の1924年制定の憲法では「人民大会議」（モンゴル語: Ардын Их Хурал）がソビエト型の最高議決機関と規定され、幹部会議長は国家元首とされた。4000人当たり1人の代議員を選出し、任期は5年。休会中は常設機関として「人民小会議」（バガ・ホラル）が任務を代行した。
しかし、実際には牧村部では2000人当たり1人の代議員が選出されたのに対し、ウランバートルでは1万人当たり1人の代議員が選出された。民主化運動時、牧村部はモンゴル人民革命党の支持基盤であり、格差はモンゴル人民革命党の策略ではないかと言われた。

### 民主化以降
民主化後、最初の国家大会議総選挙は定数430、単純小選挙区制によって選出されていた。国家小会議は定数50、比例代表制であった。
1992年の憲法改正により国家小会議を廃止し、国家大会議を一院制議会として存続。定数を76に大幅減。2008年の総選挙で選挙制度を中選挙区制に変更。

## 構成

### 定数
126名。

### 選挙
中選挙区比例代表並立制で選挙区選出48（26選挙区）、比例区選出28。
という選挙制度から、2016年選挙直前に、完全単純小選挙区制に変更。
投票率が50%に満たない場合、選挙は無効となる。

### 選挙資格と被選挙資格
選挙権はモンゴル国に在住する18歳以上のモンゴル国市民に与えられる。被選挙権は25歳から認められる。

### 任期
4年。

## 組織

### 議長
議長は議員の中から互選で選ばれる。議長は、大統領に次ぐ地位にあり、立法府の議長と同時に大統領代理の役割を果たす。議長は国会を監督し、その投票手続きに対して責任を負う。また、自動的に国家安全保障会議のメンバーとなる。

### 職務
国家大会議は政府と協力して法律を立案し、採択する。また、多数を占める政党は、直接選挙で選出される大統領の候補者を推薦する。議会は大統領が指名した首相や、その他の閣僚を承認する。議会は大統領による拒否権の発動を3分の2の賛成で覆すことが出来る。また、憲法改正にも議会の3分の2の賛成が必要である。

## 最近の選挙

### 国家大会議 (民主化以降)
| 第1回 | 1992年6月28日       | 単純小選挙区制                                   |
| 第2回 | 1996年6月30日       | 単純小選挙区制                                   |
| 第3回 | 2000年7月2日        | 単純小選挙区制                                   |
| 第4回 | 2004年7月17日・27日 | 単純小選挙区制                                   |
| 第5回 | 2008年6月29日       | 中選挙区制                                       |
| 第6回 | 2012年6月28日       | 中選挙区比例代表並立制（中選挙区48、比例代表28） |
| 第7回 | 2016年6月29日       | 単純小選挙区制                                   |
| 第8回 | 2020年6月24日       | 中選挙区完全連記制                               |
| 第9回 | 2024年6月28日       | 中選挙区比例代表並列制                           |